# Вулиця Ярослава Мудрого (Конотоп)
Вулиця Ярослава Мудрого — вулиця міста Конотоп Сумської області.

## Назва
Названа на честь Великого князя Київського Ярослава Мудрого.

## Історія
Перша відома назва — вулиця Цюрупи. Названа на честь Олександра Дмитровича Цюрупи — радянського партійного діяча.
З 1 грудня 2015 року у рамках декомунизації перейменована на вулицю Ярослава Мудрого..

## Пам'ятки архітектури
За адресою вулиця Ярослава Мудрого, 2 розташована пам'ятка архітектури будівля школи № 12 (Конотоп) (1939 рік).